# Nomada hirtipes
Nomada hirtipes är en biart som beskrevs av Pérez 1884. Nomada hirtipes ingår i släktet gökbin, och familjen långtungebin. Inga underarter finns listade i Catalogue of Life.
Arten förekommer med flera från varandra skilda populationer i Europa norrut till England och söderut till Grekland. Den vistas på ängar med kalkstensgrund och i buskskogar. Nomada hirtipes är en parasit som har Andrena bucephala som värd. Fortplantningen sker mellan april och maj.
För beståndet är inga hot kända. Nomada hirtipes är ganska sällsynt men populationen antas vara stabil. IUCN listar arten som livskraftig (LC).